# 紅葉饅頭

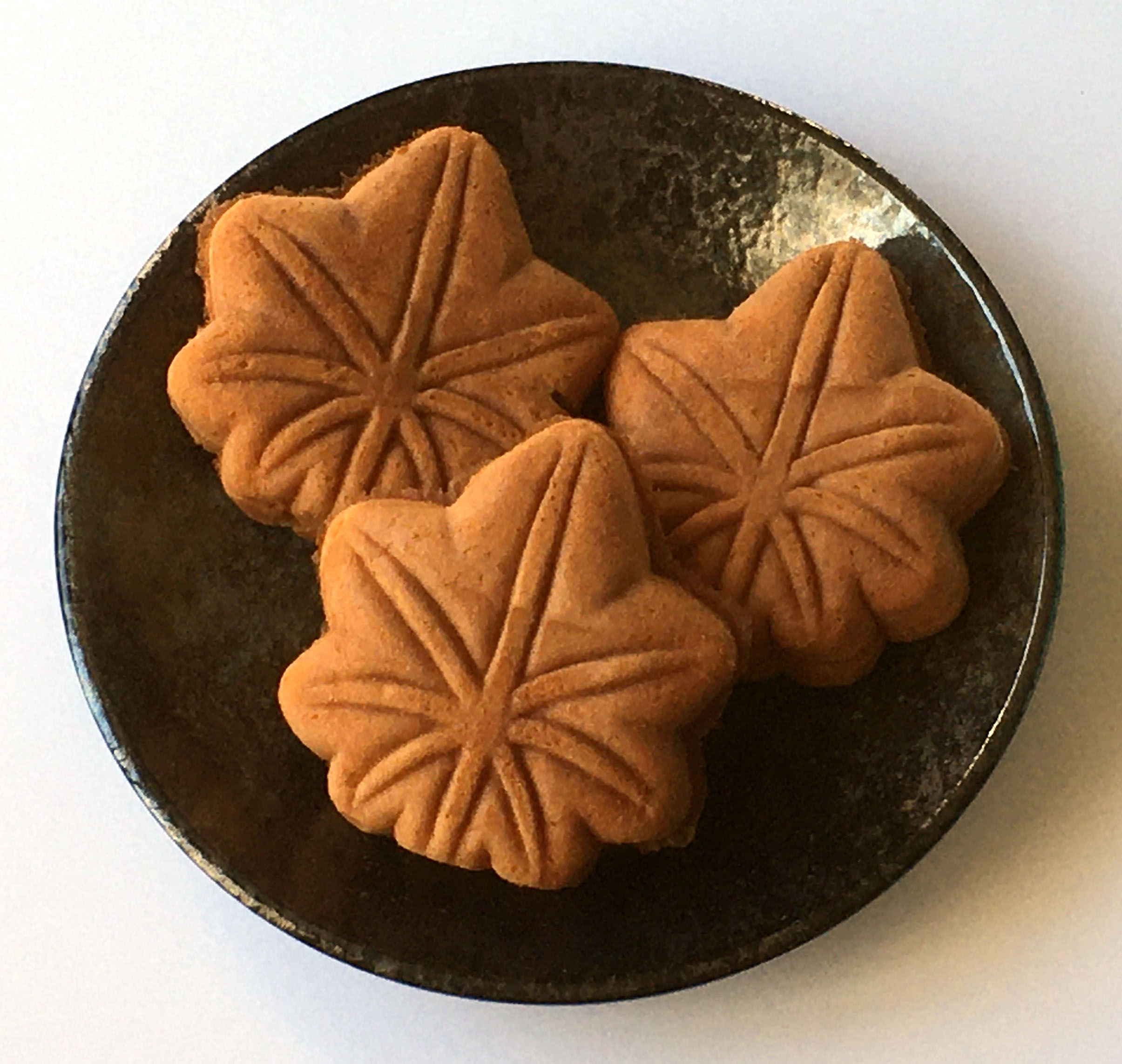
紅葉饅頭

紅葉饅頭（日语：／ Momiji-manjū */?），是日本廣島縣嚴島（宮島）地區的特色食品，現在也是廣島縣最具代表性的伴手禮餜子。
採用麵粉、蛋、糖、蜂蜜製作了類似蜂蜜蛋糕一樣的質地包豆餡皮，外型仿照了廣島縣縣樹雞爪槭的樹葉形狀。內餡有很多種變化，例如有紅豆餡之外，還有白豆餡、抹茶餡、栗子餡、奶油餡、巧克力和乳酪等許多的變化。

## 歷史
紅葉饅頭被認為出現於20世紀初，由當地的日式糕點師傅高津常助接受位於紅葉谷的旅館「岩惣」委託後所完成，此種「紅葉形狀的饅頭」在明治43年（1910年）7月18日完成商標登記。

## 傳說
傳說在明治時代，日本首相伊藤博文訪問宮島的時候，曾對紅葉谷茶館送紅葉饅頭的女侍開了一個玩笑：「如果把這雙可愛的手烤來吃應該會很好吃。」雖然這只是個傳說，但的確很像是以好色出名的伊藤博文會開的玩笑，因而相當膾炙人口，在廣島縣內許多的紅葉饅頭店中也會招貼這個小故事。